# Líbano (Colombia)

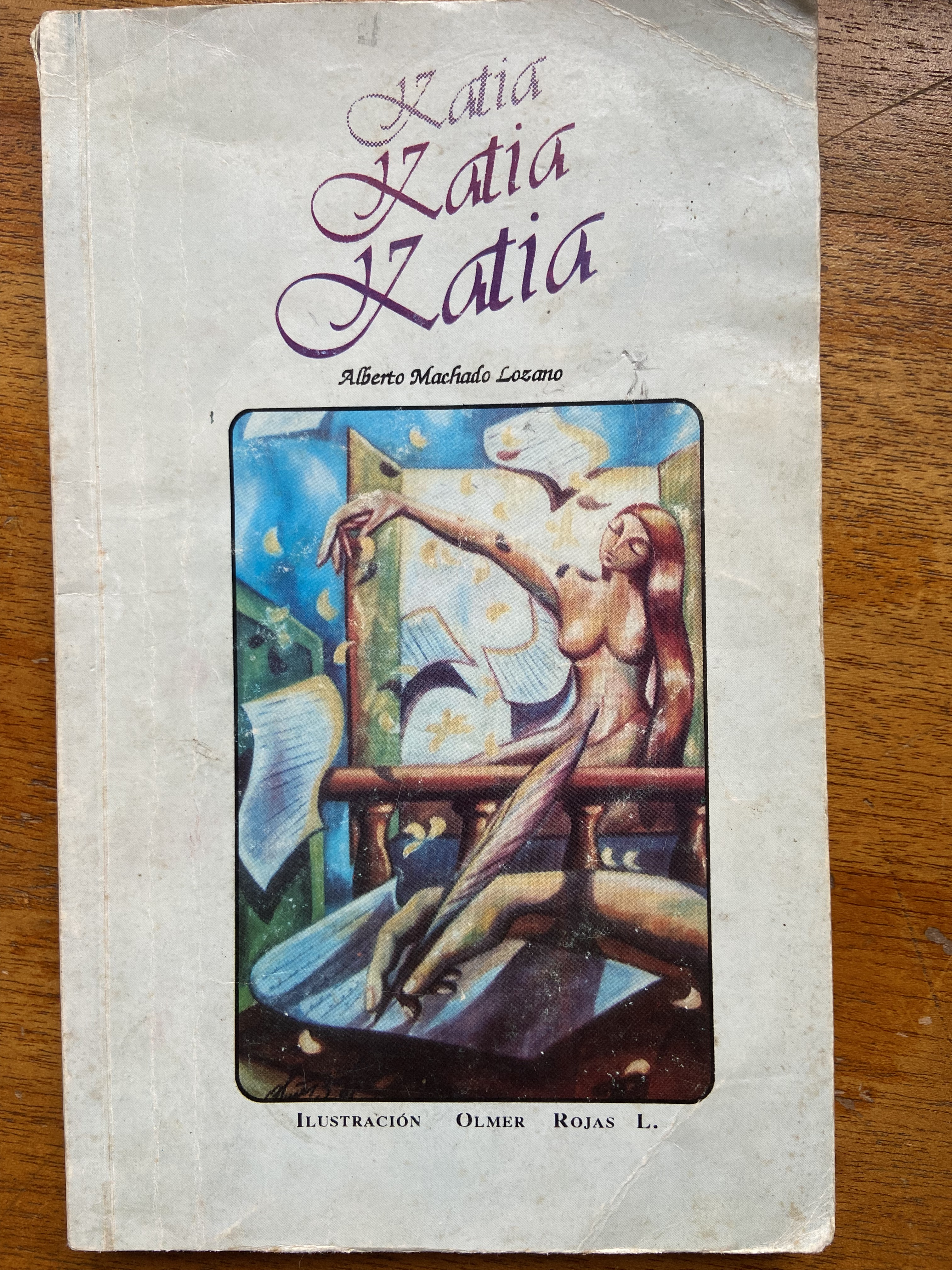
1992. Katia. Autor: Alberto Machado Lozano.

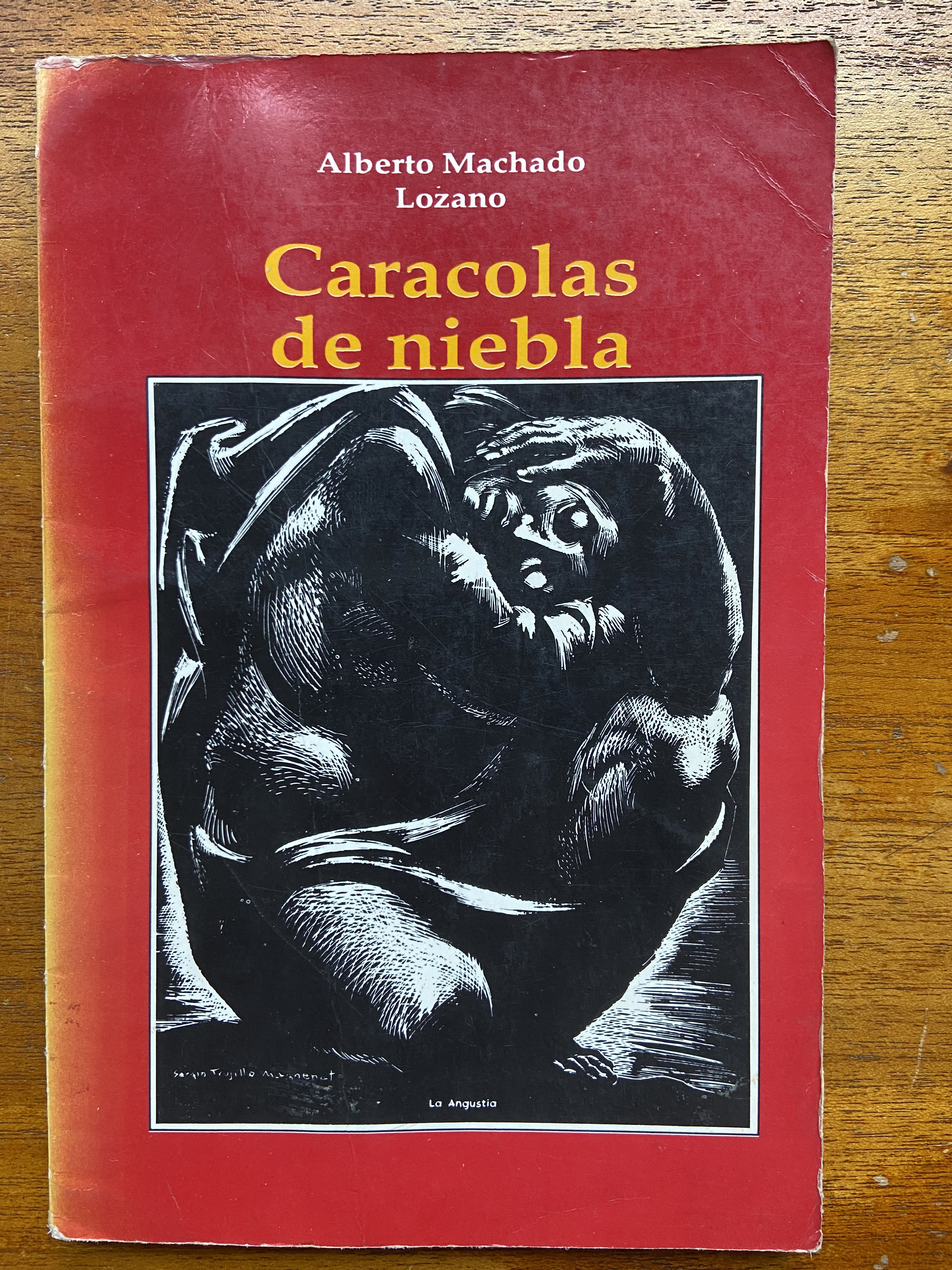
1993. Caracoles de Niebla. Poemas. Autor: Alberto Machado Lozano.

Líbano es un municipio colombiano situado en el departamento del Tolima. Es el tercer municipio más extenso en área urbana del departamento, solo superado por su capital Ibagué y el municipio de El Espinal. Tiene una temperatura media de 20 °C. Sus actividades económicas son la agricultura, la ganadería, el turismo y la producción literaria. Su población es de 45 262 habitantes (según el censo de 2018). Limita al norte con los municipios de Villahermosa y Armero, al occidente con el municipio de Murillo, al oriente con los municipios de Lérida y Santa Isabel y al sur con el municipio de Santa Isabel.
Se encuentra a 110 kilómetros de distancia de la ciudad de Ibagué, 177 Kilómetros de Bogotá y 100 kilómetros de Manizales

## Historia

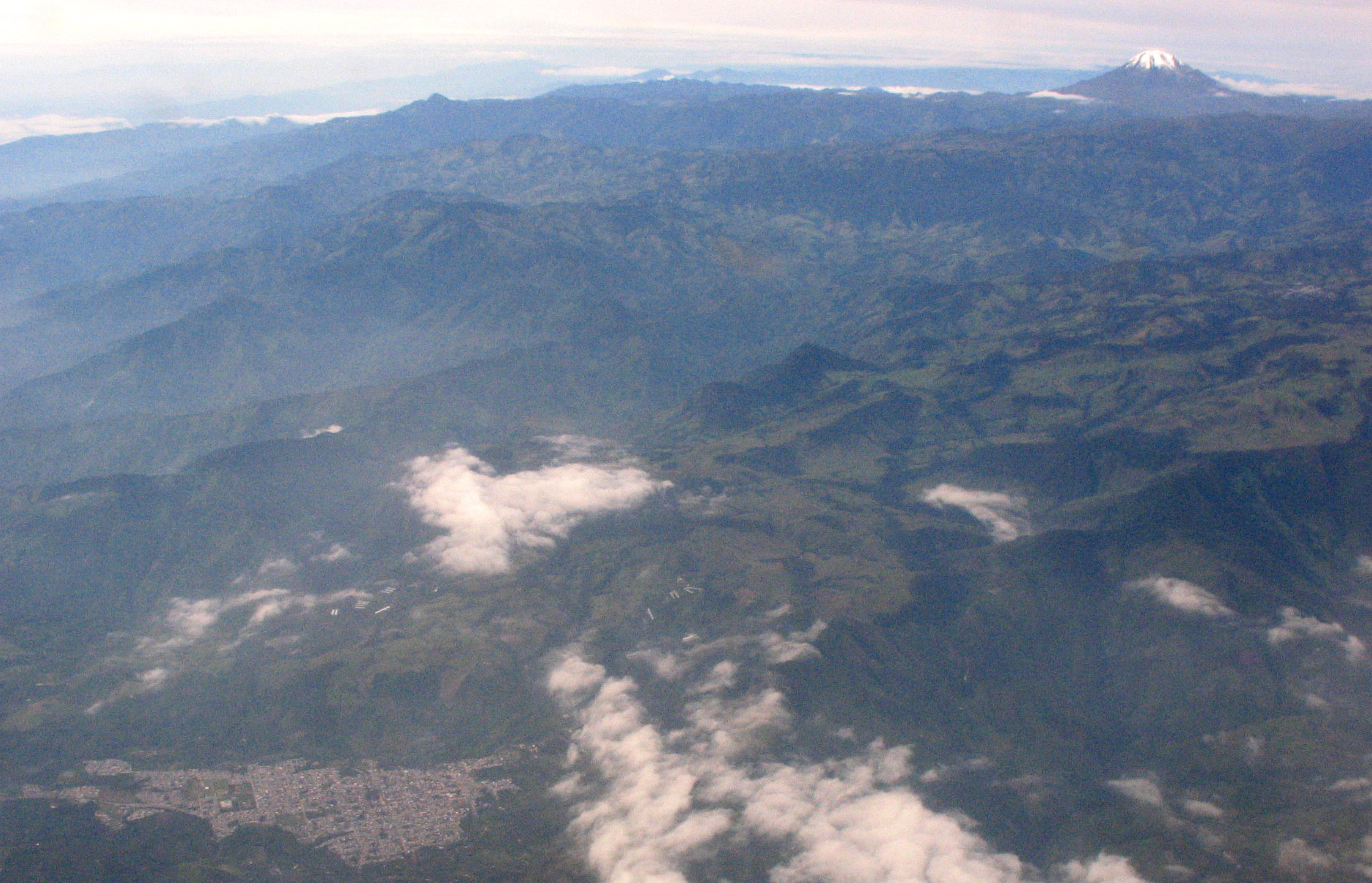
Vista aérea de Líbano con el Nevado del Tolima al fondo.

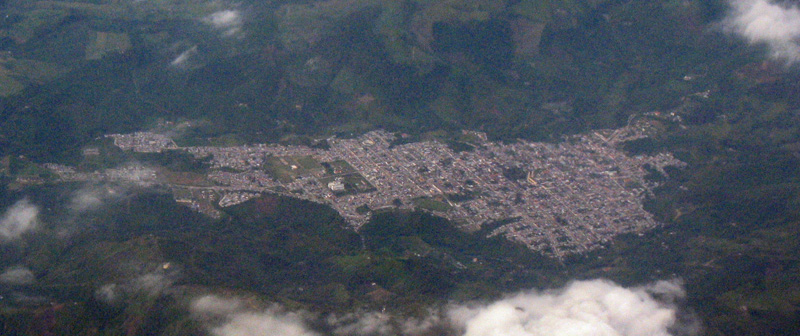
Vista aérea de Líbano.

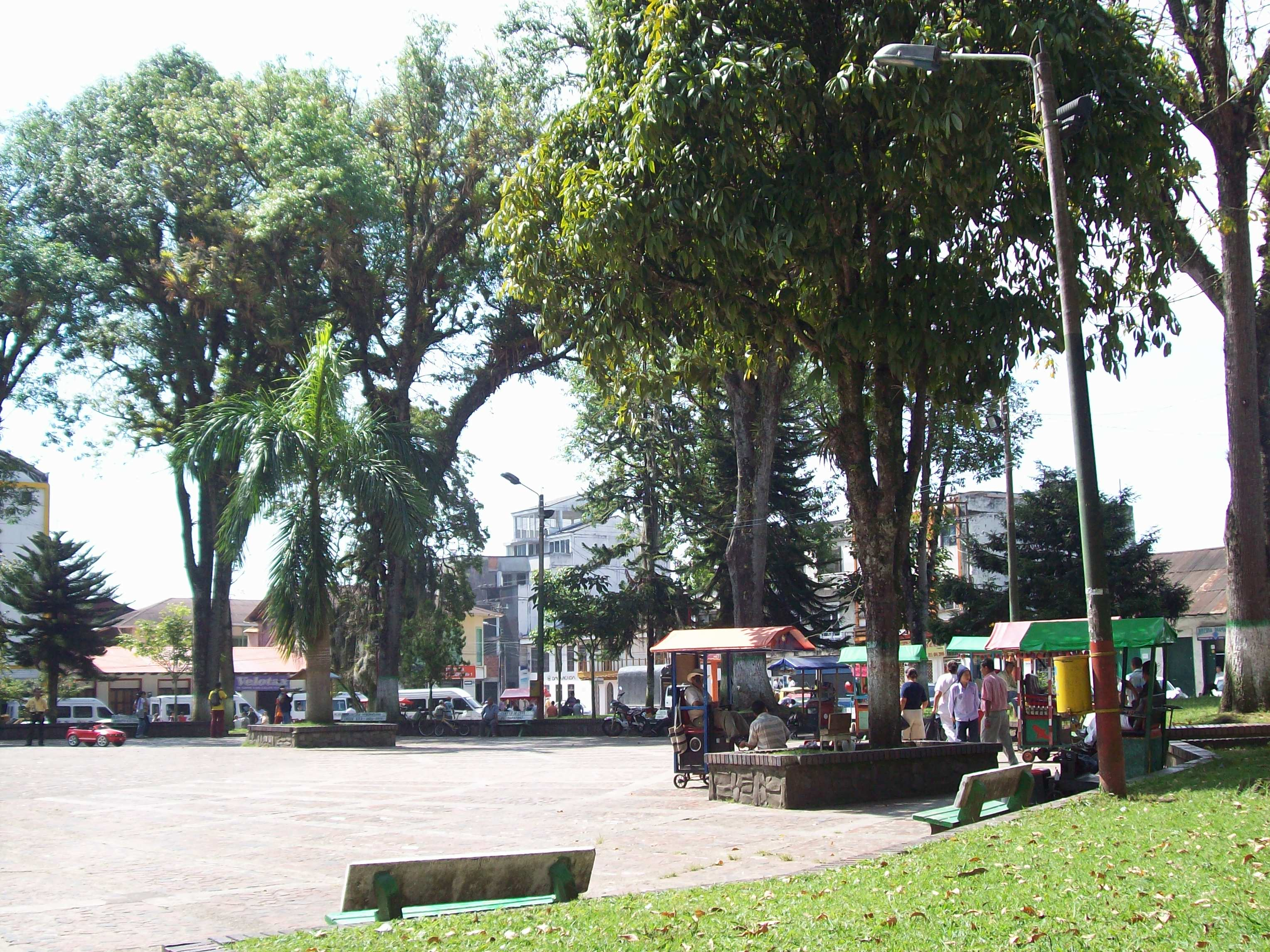
Parque del municipio.

Las tribus panches, pantágoras, marquetones y bledos parecen haber sido los primeros pobladores de esta región. Eran algunas de las tribus más temidas por los muiscas. Conformaban una sociedad jerárquica señorial dirigida por un jefe.
A mediados del siglo XIX, un movimiento de aventureros del sur de Antioquia, salió en busca de tierras, baldíos y minas con el fin de ser adquiridos por títulos del esfuerzo e incorporados a la economía nacional que amparaba la ley de aquel entonces. De esta manera, la caravana, encabezada por Isidro Parra, llegó a un pequeño caserío con corpulentos cedros y robles con unos pocos bohíos construidos desde 1850 bajo el nombre del Líbano, en virtud del Decreto del 23 de abril de 1849 tomaron posesión.
Se inició la reorganización y el trazado simétrico de su área urbana, configurándose como aldea hacia 1886. A partir de este momento y hasta 1900, el Líbano se desarrolló como una aldea importante, luchando contra la selva, abriendo caminos de herradura hacia todas las direcciones, colocándose al final de este período en la categoría de provincia que incluía los actuales municipios de Villahermosa, Casabianca, Fresno, Herveo y Santa Isabel, con aproximadamente 1500 a 2000 habitantes.
El desarrollo socioeconómico de la región fue orientado por sus fundadores hacia el cultivo, en especial el café, el cual ha llegado a ser un elemento característico y principal de la economía, sociedad y cultura libanense.
El Líbano es la sede episcopal de la Diócesis de Líbano-Honda creada por San Juan Pablo II el 26 de julio de 1989, por la bula Ita Iam. El área territorial de la diócesis abarca una extensión de 3477 km² con aproximadamente 240 000 habitantes. Su primer obispo fue José Luis Serna Alzate, quien tomó posesión el 7 de octubre de 1989. El 12 de febrero de 2005, asumió como tercer obispo José Miguel Gómez Rodríguez, su actual obispo.
Su actividad literaria y artística la ha llevado a tener representación en los más importantes eventos culturales y literarios del país como la Feria Internacional del Libro de Bogotá, entre otros.

## Geografía

### Límites municipales
| Noroeste: Villahermosa Río Lagunilla | Norte: Límites entre Villahermosa y Armero Río Lagunilla | Nordeste: Armero Río Lagunilla    |
| Oeste: Límites entre y Murillo       |                                                          | Este: Lérida Ríos La Yuca y Recio |
| Suroeste: Murillo                    | Sur: Límites entre Murillo y Santa Isabel Río La Yuca    | Sureste: Santa Isabel Río La Yuca |

## División Político-Administrativa
Además de su Cabecera municipal. Líbano tiene constituido los siguientes corregimientos (en la que se encuentras centros poblados y veredas):
| Corregimiento | Centros Poblados | Veredas   |
| Campo Alegre  | - Campo Alegre   |           |
| El Convenio   | - El Convenio    |           |
| San Fernando  | - San Fernando   |           |
| San Jorge     |                  | San Jorge |
| Tierradentro  | - Tierradentro   |           |

## Economía
Sus actividades económicas son la agricultura, la ganadería y la minería.

### Agricultura y minería
Anteriormente el Líbano era un municipio netamente agrícola y su principal producto era el café; ahora cuenta con dos empresas mineras constituidas legalmente, mina el Oasis del Líbano Ltda. y mina El Gran Porvenir del Líbano S.A., las cuales han generado empleo directo aproximadamente a 250 personas e indirectamente han reactivado el comercio y el progreso económico en la región, destacando que la producción de oro y plata en el Tolima es de 367 451 gramos.

### Ganadería
Es la actividad agraria consistente en la cría de animales para la obtención de carne, leche o pieles. El ganado es fuente de alimento: carne y subproductos. El ganado convierte en carne de valor económico elevado, plantas, hierbas cuyo valor económico directo es mucho menor.
La ganadería en el municipio del Líbano es abanderada por la mayoría de los dueños de fincas de la región ya que de la leche y la carne producida se benefician la gran mayoría de la población.

## Producción literaria
Pocos municipios, entre los 1102 que conforman a Colombia, se dan el lujo de tener una biblioteca de autores nativos tan extensa y trascendental como la que tiene El Líbano.
Prolífico en todos los campos del saber, El Líbano se erige como una población donde el culto a la inteligencia aflora en diferentes ámbitos. De esa tradición, se puede colegir que provienen los títulos a que se ha hecho merecedora esta población: tierra de escritores.
En un momento de esplendor, en las décadas de los 70 y 80, se convirtió en el primer centro estudiantil del Tolima y uno de los lugares predilectos para que desde distintos lugares del país llegaran numerosos padres de familia con sus hijos, en búsqueda de una formación educativa de calidad. Era el envidiable clima con portentosos centros educativos y docentes de gran talla, que hacían del Líbano, la mejor plaza para cultivar la inteligencia.
Lo significativo es que a ese importante número de obras se suma una abrumadora calidad. Con amplitud es conocido dentro y fuera del país el renombre que han alcanzado los intelectuales oriundos del Líbano. Destacar por ejemplo que algunos de ellos no publicaron obras, pero con los escritos elaborados a través de múltiples ensayos, investigaciones y análisis, habría dado para un buen número de libros. Es el caso de los científicos, el reconocido gastroenterólogo Milton Argüello (Líbano, 29 de julio de 1935-25 de enero de 1994); Pedro Villegas, el sabio de la avicultura o el inmunólogo Sócrates Herrera o Yamel López.
Bien lo resume el editor de El Tiempo, Francisco Celis Albán en una entrevista que le hace al escritor Carlos Orlando Pardo a propósito de los 45 años que cumplió en 2017 Pijao Editores, considerada la editorial de provincia más importante del país, por supuesto con sello libanense, cuando en una de las preguntas dice que “el Líbano es el pueblo que produce más escritores por kilómetro cuadrado en el mundo.” Y para rematar, Celis le inquiere a Pardo de “¿Por qué hay ese acento político y cultural tan fuerte allí?”.
Una respuesta podría ser que esa vena intelectual y artística y rebelde y política del Líbano, viene desde Isidro Parra, su fundador, quien a lomo de mula proveniente del Peñol, Antioquia, llegó a esta tierra, acompañado de un piano, una pequeña imprenta y una buena cantidad de libros.
Como fuente de erudición es tan fecundo el Líbano, que el talentoso y reconocido escritor de Padua (Herveo), William Ospina tiene una marcada relación con el Líbano. Sus años más importantes de su infancia los vivió en el corregimiento de Santa Teresa, y allí encontró a su máximo inspirador, la persona que con sus historias llenas de fantasía lo sumergió en el amor por la literatura: don Ruperto Beltrán.
Esa experiencia, forjaría a Ospina para ser hoy en día uno de los pensadores y escritores latinoamericanos más influyentes de la región. Basta leer su columna del 7 de marzo de 2009 en El Espectador, titulada ‘El corazón de Colombia’, para observar que su tiempo en Santa Teresa fue una época que le puso el sello literario para el resto de su vida.
Por ello, con certeza, hay quienes dicen que el corregimiento de Santa Teresa en El Líbano es a William Ospina lo que el corregimiento de Coello-Cocora en Ibagué lo fue para Álvaro Mutis.
Acertada, entonces, la decisión de haber declarado a William Ospina hijo del Líbano. Lo mismo se debe decir de Hernando Corral, el periodista consagrado, “El Compañero”, quien nació en Santa Isabel, pero se crio en El Líbano y ama El Líbano. En una entrevista que le hace Paola Villamarín en la revista Semana con motivo de su libro Relatos clandestinos de una guerra que se acaba, Corral, a la pregunta ¿Usted ha vuelto al Tolima?, responde: “A Ibagué muy de vez en cuando, pero sigo ligado al Tolima, sobre todo al Líbano”.
En suma, Líbano cuna de pensadores en todas las esferas, la mejor literatura y poesía, y también los mejores ensayos filosóficos y sociológicos, de igual manera los mejores análisis de economía, política e historia. Este compendio de obras es un reflejo de esa producción intelectual sin límites. Faltan autores y sus obras, y desde luego en camino vienen muchas más.

## Deporte

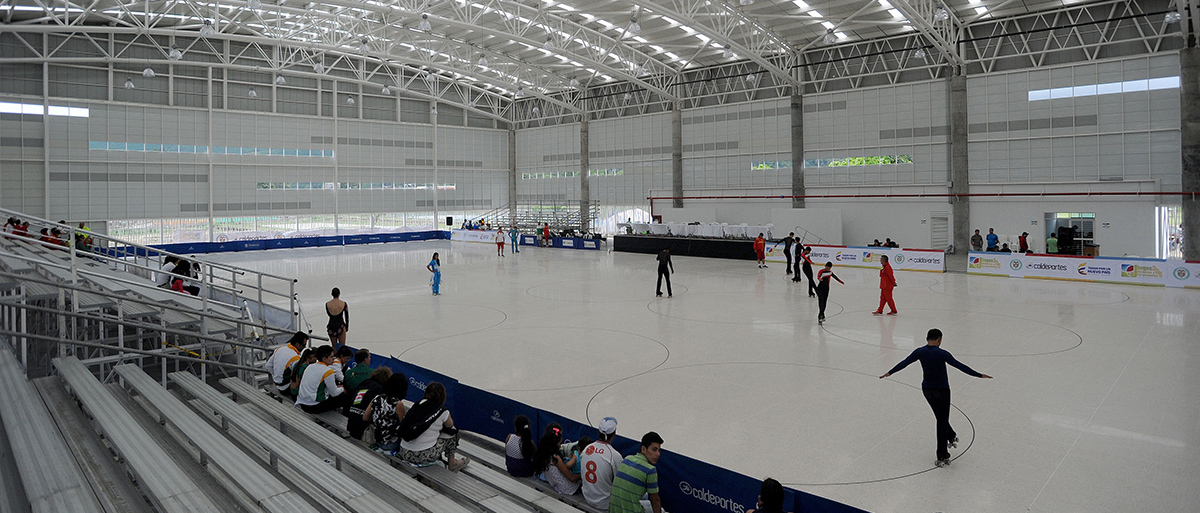
Pista de patinaje artístico coliseo cubierto

El municipio cuenta con el Coliseo Cubierto Multifuncional de la Villa Olímpica del Líbano, el cual se considera es el mejor coliseo de patinaje artístico en Colombia por ser según la Federación Colombiana de Patinaje el primero y hasta el momento el único en el país construido con las especificaciones técnicas para la práctica del patinaje artístico sobre ruedas. 
Este fue sede de los Juegos Deportivos Nacionales de Colombia en el año 2015, del campeonato nacional interligas y de show de patinaje artístico en el año 2017 y del campeonato nacional interligas de patinaje artístico en julio del año 2021. 
Actualmente el Coliseo Cubierto es administrado por el Instituto Libanense para el Deporte y la Recreación ILIDER.

## Medios de Comunicación

### Televisión abierta
La ciudad se emite un canal regional público, Canal Trece, En la ciudad se emiten los tres canales nacionales privados Canal 1, Caracol Televisión y Canal RCN y los dos canales nacionales públicos Canal Institucional y Señal Colombia.

### Televisión por suscripción
La ciudad cuenta con múltiples servicios de televisión satelital digital como DirecTV, Claro y Movistar y televisión digital por cable ofrecido por Claro, Tigo, Movistar, TV Colombia Digital que ofrece el servicio de televisión digital por red ADSL y GPON (IPTV), y análoga y digital por red bidireccional (HFC), el servicio de televisión digital virtual ofrecida por la red GPON (IPTV) de Claro, Movistar, Tigo y de pequeños sistemas de televisión por cable.

### Emisoras de radio.

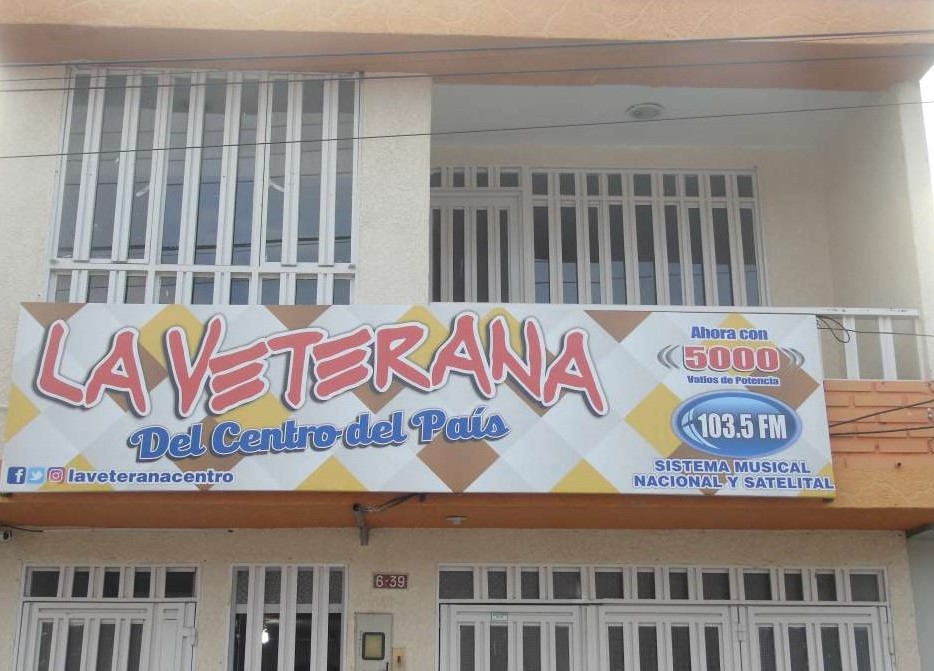
Sede emisora La Veterana

El Líbano cuenta con una estación radial: La Veterana 103.5 MHz FM bajo el lema "La Veterana, la grande del tolima" y también "Del centro del país". En la actualidad la emisora cuenta con 5000 vatios de potencia con cubrimiento en 9 Departamentos de Colombia y más de 500 municipios

### Historia
Desde 1942, el Líbano, tierra nata de escritores y periodistas,  incursionó en el fantástico mundo de la radio, de manera incipiente y rudimentaria, abriendo un camino de ilusiones y deseos de poder alcanzar a la audiencia. Fueron muchos los intentos de poder generar un proyecto real que por lo menos cubriera el territorio municipal, pero uno a uno todos fracasaron.
Fue hasta finales del año 2011,  con la llegada del señor Jaime Arturo Herrera Afanador, que comienza una nueva etapa con la instalación de la Veterana, con 1000 vatios de potencia y un interesante cubrimiento municipal, el cual contó con el trabajo técnico y periodístico de Julian “Tuto” Villón y Ayda Jenny Fuquene. En el año 2012, bajo la dirección de Afranio Franco Ballesteros y José Gutiérrez González, nace el primer informativo de esta emisora: Enfoque Regional.
La aceptación por parte de los oyentes de esta estación radial, llevó a que en el año 2013, dos grandes empresarios de la radio tolimense y de numerosas empresas,  Pompilio de Jesús Avendaño y German Charry Alcalá, asesorados por Afranio Franco Ballesteros, decidieran asociarse y adquirir inicialmente el 50% de la emisora y luego la totalidad de la misma, con el fin de iniciar un proyecto radial que cubriera todo el centro del país. Para tal efecto, se adquiere una sede, y se realiza una millonaria inversión con el fin de dotar la emisora de los equipos más modernos y alcanzar una potencia de 5000 vatios, con lo cual la señal llegó a nueve departamentos y más de quinientos municipios del centro de Colombia.  En octubre de dicho año se inicia esta nueva era de la Veterana 103.5 F.M, del Centro del País.
Este proyecto empresarial, genera en la actualidad 15 empleos directos y 17 indirectos, ya que se cuenta con corresponsales en varios municipios del país y en el exterior. Igualmente, se realiza una importante inversión social hacia la comunidad, con celebraciones populares, como la Navidad, el día de la madre, el día de la mujer y la participación en muchas actividades sociales que requieren la presencia de éste.

## Servicios públicos
- Energía Eléctrica: Celsia, es la empresa prestadora del servicio de energía eléctrica.
- Gas Natural: Alcanos de Colombia es la empresa distribuidora y comercializadora de gas natural en el municipio.